# Battaglia di Cadice
La battaglia di Cadice è stata una battaglia che ebbe luogo tra il 23 agosto e il 30 settembre 1702, nel corso della guerra di successione spagnola e vide fronteggiarsi il Regno di Spagna contro l'Inghilterra e la Province Unite. Fu un tentativo anglo-olandese di prendere il controllo il porto meridionale spagnolo di Cadice. La battaglia fu la prima della guerra combattuta nella penisola iberica. A causa della rivalità tra gli alleati, della poca disciplina e dell'abilità difensiva del Marchese di Villadarias, l'ammiraglio inglese George Rooke non riuscì a completare il suo obiettivo e dopo circa un mese dovette far ritorno in patria.